# Louis Alexandre Antoine Mizon

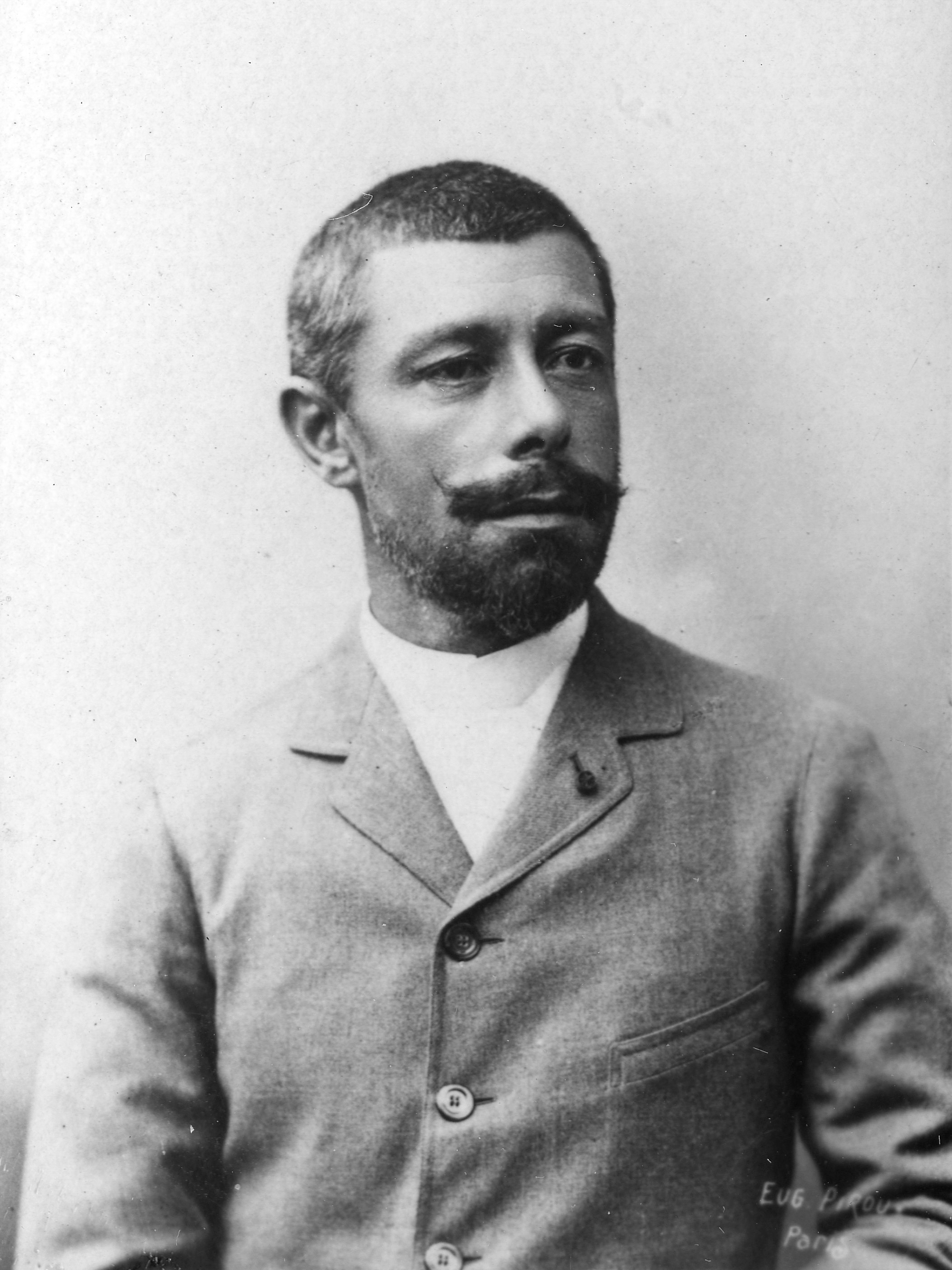
Antoine Mizon fotografiert von Eugène Pirou

Louis Alexandre Antoine Mizon (* 16. Juli 1853 in Paris; † 11. März 1899 im Indischen Ozean) war ein französischer Marineoffizier und Afrikaforscher.

## Lebensweg
Mizon wurde 1853 in Paris geboren und trat 1869 in die französische Marine ein. Von 1879 bis 1882 begleitete er Pierre Savorgnan de Brazza und Jean-Noël Savelli auf ihrer Expedition zum Kongo und kehrte dann bis 1890 zur Marine zurück. Anfang der 1890er Jahre unternahm er seine erste eigenständige Expedition, die ihn nach Zentralafrika und dort in das Hochland von Adamaua führte.
Am 10. August 1892 schiffte sich Mizon mit weiteren Forschern in Pauillac zu einer weiteren Afrikareise ein. Zweck der Reise war die Erforschung des Niger sowie die Sammlung ethnographischer Gegenstände. Die Expedition erreichte am 21. August Dakar und am 3. September Cotonou. Von hier aus brach Mizon mit seinen Gefolgsleuten auf zwei Schiffen, der Sergent-Malamine und der Mosca, zur Fahrt auf dem Niger auf, die am 29. September begann. Die beiden Schiffe erreichten Lokoja am 11. Oktober. Am 13. Oktober setzte die Expedition ihre Reise auf dem Benue fort.
Am 25. Oktober lief die Sergent-Malamine wegen des geringen Wasserstandes des Flusses in der Trockenzeit auf Grund und konnte nicht wieder flott gemacht werden. Die Expedition war daher gezwungen, die neun Monate bis zur nächsten Regenzeit vor Ort abzuwarten.
Die Landung erfolgte vor dem Dorf Chirou auf dem Territorium des Sultans von Mouri, Mohamed-ben-Abn-Boubakar, der die Expedition herzlich willkommen hieß. Der Sultan bat Mizon um Unterstützung gegen den ihm verfeindeten Koâna-Stamm, der den Handel auf der Straße von Kano über Mouri, Tchomo und Gachka weiter nach Banyo, Tibati und Ngaoundéré durch Überfälle bedrohte. Nach einem vergeblichen Schlichtungsversuch mit den Koâna entschloss sich Mizon, den Sultan von Mouri auch militärisch zu unterstützen. Ende Dezember 1892 mussten sich die Koâna dem Sultan von Mouri unterwerfen.
Ende Februar 1893 traf Mizons Gruppe mit Mitgliedern der Expedition des Casimir Maistre zusammen, die sich vom Kongo auf dem Weg in den Sudan befanden.
Im März wurde gründete Mizon den Handelsposten Ménardville (benannt nach Hauptmann Ménard, der im Sudan starb). Nach vielversprechenden kommerziellen Anfängen scheiterte die Unternehmung, da die Händler von den Bachama, einem weiteren, mit dem Sultan von Mouri verfeindeten Volksstamm, überfallen und ausgeplündert wurden. Zusammen mit dem Sultan unternahm Mizon daraufhin ebenfalls einen Kriegszug gegen die Bachama, der vom 15. bis zum 18. Mai andauerte.

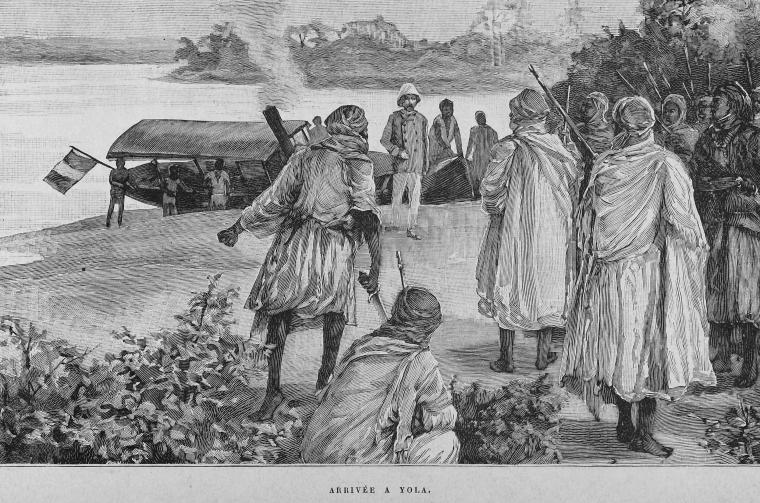
Ankunft des Leutnants Mizon in Yola

Am 2. Juni 1893 kehrte die Gruppe um Mizon nach Chirou zurück. In der Nacht vom 12. auf den 13. Juli verursachten starke Regenfälle starke Überschwemmungen, die den Wasserstand des Benue innerhalb von zwölf Stunden um 30 Zentimeter steigen ließen. Die Sergeant-Malamine kam somit endlich frei und Mizon konnte seine Reise flussaufwärts Richtung Yola fortsetzen, das die Expedition am 19. August erreichte.
Am 22. September 1893 verließ Mizon den Benue und reiste ab dem 12. Oktober über Cotonou an Bord der Le Liban mit Ziel Marseille nach Frankreich zurück.
In der Folge wurde Mizon zunächst Resident in Madagaskar und dann Administrator-Superior auf Mayotte vom 5. August 1897 bis 11. März 1899.
Am 7. März 1899 wurde er zum Gouverneur von Dschibuti ernannt. Auf der Überfahrt dorthin erschoss sich Mizon am 11. März 1899 um 9 Uhr abends mit seiner Dienstpistole. Die Gründe hierfür sind unklar.

## Ehrungen
Mizon war Mitglied der französischen Ehrenlegion. Eine Straße im 15. Arrondissement von Paris trägt seit 1899 seinen Namen.

## Werk
- Du Niger au Congo par l’Adamaoua, 1890–1892. Communication faite en séance extraordinaire de la Société de géographie commerciale, le 12 juillet 1892. Institut national des langues et civilisations orientales, Paris.